# سقاية نازندة خاتون
سقاية نازندة خاتون
هذه السقاية من مشاريع النفع العام ببغداد، في العهد العثماني، وقد انشأتها سنة 1846م، السيدة نازندة خاتون بنت مصطفى أغا المتوفية سنة 1867م، زوج علي باشا والي بغداد للفترة من 1802-1807م. كان موقع هذه السقاية في الجامع الذي شيدته في محلة الحيدر خانة، بالقرب من شارع الرشيد، كان شباك هذه السقاية يطل على الطريق، وخصصت لها أوقافاً عديدة منها، (1800) قرشاً رائجاً لصيانتها، وإدامة مدها بالمياه على الدوام.وقد تعطلت هذه السقاية منذ ان لحق الخراب الجامع المذكور بداية القرن العشرين.